# Hans Gmür
Hans Gmür (Coira, Grisons, 1 de febrer de 1927 - Nottwil, cantó de Lucerna, 15 d'abril de 2004) fou un compositor, autor i director teatral suís.

## Biografia
Quan era estudiant a la Universitat de Zúric va compondre peces per al Cabaret Fédéral. De 1953 a 1959 va dirigir anuncis i documentals. La seva primera obra va ser realitzada el 1960, Schön ist die Jugend.
Després de deixar la publicitat fins a 1964 va ser responsable del departament d'entreteniment de Ràdio Zuric (avui Radio SRF). Des de 1964 va escriure a la secció Unwahre Geschichten al diari Die Weltwoche. Va ser co-editor en cap de la revista femenina Annabelle entre 1966 i 1970 juntament amb Eva Maria Borer i es va convertir en autònom el 1972.
Va fer història la ràdio suïssa dels anys seixanta i setanta amb esdeveniments dissabte a la tarda com "Mini Meinig - Dini Meinig", "Oder" i "Barber von Seldwyla". Ha escrit més de 50 musicals, com "Heroes, Heroes" (juntament amb Udo Jürgens), "Bibi Balù", "Z wie Züri" i "Hotel Happy End", a més de presentar el "Bernhard-Apéro" a Zuric des de 1974 durant molts anys al Bernhard-Theater Zürich. El 1975 va produir juntament amb el trio Eugster i Ines Torelli, el seu èxit Gigi von Arosa. De 1977 a 1993 va dirigir el programa de televisió en alemany Ich trage einen großen Namen.
Hans Gmür va treballar amb famosos suïssos com Werner Wollenberger, Max Rüeger i Charles Lewinsky zusammen. A les seves obres, inclosos molts musicals de Zuric, hi participaren actors com Ruedi Walter, Margrit Rainer, Stephanie Glaser, Jörg Schneider, Ursula Schaeppi, Ines Torelli i Paul Bühlmann. El punt més alt de la seva carrera va arribar quan va obtenir la Rose d'Or de Montreux (Suïssa) el 1969 per a la revista Holiday in Switzerland. Va compondre més de 50 peces.
La seva veu i l'alemany dialectal dels grisons van formar part durant moltes dècades de les produccions suïsses de teatre i ràdio.

## Filmografia
- Der Mustergatte (guionista, 1959)